# Yann Hegann
Yann Hegann est un producteur de radio, metteur en ondes, animateur de radio et écrivain français né le 10 octobre 1946 à Paris 16e. Il est connu pour avoir été le premier animateur du top 50 sur Europe 1.

## Biographie
À dix ans, Yann Hegann interprète un petit rôle aux côtés de Gérard Philipe dans Le Joueur de Claude Autant-Lara. 
Pendant le tournage, Gérard Philipe surnomma Yann « Petit Prince ». Le grand comédien justifiera cette appellation en lui offrant Le Petit Prince de Saint-Exupéry ainsi que la version disque que Gérard Philippe avait enregistrée en 1954.
En 1967, Yann débute sur RTL produisant le jeu Le Message animé par Georges de Caunes. En 1969, il présente chaque week-end le jeu Le Tirlipot ancêtre du Schmilblic de Guy Lux[réf. nécessaire].
En 1973, il rejoint Europe 1, co-animant l’émission Radio 2 avec Hubert Wayaffe et François Diwo. En 1974, il réalise Mozik, animé de 16 à 18h par Jean-Loup Lafont. Un an plus tard, Jean-Loup lui cède la place et Yann présente Mozik tout en restant réalisateur.
À cette période, Yann Hegann travaillera avec France-Inter, réalisant des programmes pour L'Oreille en coin avec ses partenaires Thomas Sertilanges et Gilles Davidas
En 1975, Yann produit, pour Europe 1, un one-man-show avec son émission Drugstore : les visiteurs du drugstore du rond-point des Champs-Élysées y voient Yann réaliser l'émission comme animateur, réalisateur et preneur de son. Par son style particulier, Drugstore restera longtemps dans les mémoires[réf. nécessaire].
Au début des années 1980, on le retrouve chaque dimanche avec le programme rétro Docteur Jingle et Mister Yann qu’il enregistre intégralement dans son studio de radio du cours Albert-Ier, studio que beaucoup prennent pour une annexe d’Europe 1[réf. nécessaire].
Yann Hegann restera 14 ans dans cette station animant de nombreuses autres émissions (Hit Parade d’Europe 1 en alternat avec Christian Morin, Matinale 5/7, La Boom Hollywood, Le Hit Parade des Clubs, Pile ou Face, etc.).
Le 4 novembre 1984, est créé le Top 50 proposé en deux versions : sur Europe 1, le Top 50 est animé par Yann Hegann, sur Canal+ par Marc Toesca. Durant un temps, une fois par semaine, les deux animateurs animent ensemble l’émission, se retrouvant sur leurs médias respectifs. Yann sera ainsi le premier animateur du Top 50 sur Europe 1 de 1984 à 1987. 
De 1982 à 1986, Yann Hegann succède à Harold Kay et présente le spectacle du Podium Europe 1. Toujours sur cette antenne, Yann réalise les émissions de Denise Fabre, Christian Morin, Daniel Patte, Viviane Blassel, Michel Drucker, etc.
Quittant Europe 1 en 1987, Yann Hegann développe ses activités dans son propre studio de radio.
De 2007 à 2014, il réalise et anime Planète Music, un programme pour les vols long courrier de la compagnie allemande Lufthansa.
De 2010 à 2012, il participe à la tournée Age Tendre et Tête de Bois. En 2012, sa compagne Kathy étant gravement malade, Yann met sa carrière en suspension s’occupant exclusivement d’elle.
En 2015, il fait partie des 60 personnalités choisies comme étant les plus marquantes dans l'histoire de Europe 1.
Fin 2017, Yann Hegann publie le conte intergénérationnel L’Enfant qui venait des étoiles.

## Résumé de carrière

### Publication
- L’Enfant qui venait des étoiles, Grrr... Art Éditions, 2017

### Discographie
- Yann Hegann - Top Fm, compilation SPI-Milan, 1982

## Pour compléter